# Rivals
Rivals (títol original en anglès Come and Get It) és una pel·lícula dramàtica de llenyataires estatunidenca del 1936 dirigida per Howard Hawks i William Wyler i protagonitzada per Edward Arnold, Joel McCrea, Frances Farmer i Walter Brennan. El guió de Jane Murfin i Jules Furthman es basa en la novel·la del mateix títol de 1935 d'Edna Ferber. Ha estat doblada al català. Per la seva actuació com a Swan Bostrom, Walter Brennan va guanyar el primer Oscar que es concedí al millor actor secundari i Edward Curtiss va ser nominat a l'Oscar al millor muntatge però va guanyar Ralph Dawson per la seva feina a “Anthony Adverse”.

## Trama
El despietat capatàs llenyataire Barney Glasgow (Edward Arnold) no s'aturarà davant res per assolir el seu objectiu, convertir-se algun dia en el cap de la indústria de l'explotació forestal del Wisconsin del segle xix. La seva determinació per tenir èxit el porta a posar fi a la seva relació amb la cantant de saloon Lotta Morgan (Frances Farmer) i casar-se amb Emma Louise Hewitt (Mary Nash), la filla del seu cap Jed Hewett (Charles Halton), per tal d'assegurar-se una associació en el seu negoci.
Més de dues dècades després, el fill de Barney i Emma Louise, Richard (Joel McCrea), s'oposa fermament a la pràctica del seu pare de destruir boscos sense plantar nous arbres. Barney visita el seu vell amic Swan Bostrom (Walter Brennan), que es va casar amb Lotta quan Barney la va rebutjar. Swan ara és un vidu que cria una filla, també anomenada Lotta (també interpretada per Frances Farmer), que té una semblança sorprenent amb la seva mare. Barney es veu atret per la noia i, amb l'esperança insensata de recuperar l'amor que va abandonar quan era jove, s'ofereix a finançar la seva educació. Les complicacions sorgeixen quan en Richard coneix a Lotta i s'interessa molt per ella, cosa que és corresponguda, per a disgust i gelosia de Barney.

## Repartiment
- Edward Arnold com a Barney Glasgow
- Frances Farmer com a Lotta Morgan/Lotta Bostrom
- Walter Brennan com a Swan Bostrom
- Joel McCrea com a Richard Glasgow
- Maddy Christians com a Karie
- Mary Nash com a Emma Louise Glasgow
- Andrea Leeds com a Evvie Glasgow
- Charles Halton com a Jed Hewitt
- Frank Shields com Tony Schwerke
- Edwin Maxwell com Sid LeMaire
- Cecil Cunningham com a Josie
- Heinie Conklin com a Barfly (sense acreditar)
- Harry Tenbrook com a llenyataire (sense acreditar)
- Fred Toones com Snowflake (sense acreditar)

## Producció
Samuel Goldwyn va pagar 100.000 dòlars pels drets de pantalla de la novel·la d'Edna Ferber, que li va vendre convençuda que entenia que havia volgut que fos "principalment una història de la violació d'Amèrica... per part dels barons lladres d'aquells dies". Goldwyn es va sentir atret pels aspectes de la història semblants al melodrama Barbary Coast, cosa que el va impulsar a contractar el director de la pel·lícula, Howard Hawks, per portar "Rivals" a la pantalla. També estava intrigat pel fet que l'avi de Hawks havia servit de base per al personatge de Barney Glasgow. Ferber havia aprovat el guió de Jane Murfin, que Hawks va trobar pobre i va convèncer Ferber i Goldwyn perquè li permetessin contractar Jules Furthman per a una reescriptura del guió.
Goldwyn va anunciar que Miriam Hopkins interpretaria el doble paper de Lotta Morgan i Lotta Bostrom, però Hawks no estava content amb la seva elecció. Va mirar nombroses proves de pantalla d'aspirants a estel·les i finalment es va decidir per Andrea Leeds, que abans havia interpretat papers menors o no acreditats en un grapat de pel·lícules. Finalment, la va substituir per la encara menys experimentada Frances Farmer i va triar Leeds en el paper secundari d'Ewie Glasgow, la germana petita de Richard. Goldwyn va intentar demanar prestat Spencer Tracy de MGM per al paper principal de Barney Glasgow, però Louis B. Mayer es va negar a deixar-lo treballar per al seu principal rival, així que va rebre el paper l'actor contractat Edward Arnold.
Poc després de començar el rodatge, Goldwyn es va haver de sotmetre a dues intervencions quirúrgiques per a l’extirpació de la vesícula biliar i l’apèndix que el van mantenir allunyat de l'estudi un llarg període. Hawks va aprofitar la situació i va permetre a Furthman canviar completament el to de la història original de Ferber va contractar Walter Brennan per al rol de Swan Bostrom (el seu aspecte físic no es corresponia en absolut amb el descrit a la novel·la) i va organitzar un calendari de rodatge i un pressupost que Goldwyn mai hauria aprovat. En tornar a l'estudi, Goldwyn va veure una primera versió de la pel·lícula editada i es va sorprendre en descobrir que Hawks havia canviat l'enfocament inicial de la pel·lícula sobre la destrucció desenfrenada de la terra per un triangle amorós en què Barney Glasgow i Swan Bostrom lluitaven pels afectes de Lotta Morgan. El personatge de Richard Glasgow, destinat a ser el segon protagonista, amb prou feines figurava a la pel·lícula, que estava plena de negocis improvisats semblants a Hawks. Quan el director es va negar a complir amb les demandes de Goldwyn de canvis importants, el productor va acomiadar Hawks del projecte.
William Wyler havia començat el treball de postproducció a Desengany quan va ser convocat a casa de Goldwyn i li van dir que acabaria Rivals. Wyler no volia fer-se càrrec d'una pel·lícula iniciada per algú altre, però Goldwyn el va amenaçar amb la suspensió si es negava a acceptar l'encàrrec. Ho va fer a contracor, i en anys posteriors va recordar: "Em van convèncer que ho fes, i des d'aleshores ho lamento. La pel·lícula no era gaire bona". Wyler va passar dues setmanes filmant el que va suposar aproximadament l'últim terç de la pel·lícula completada. Es va oposar fermament al desig de Goldwyn de donar-li l'únic crèdit de direcció, i va preferir que el seu nom no s'adjuntés a la pel·lícula. Finalment va cedir, però només quan Goldwyn va acceptar donar a Hawks la màxima facturació. Wyler mai va considerar Rivals com a part de la seva filmografia i la va negar sempre que va poder, tot i que va agradar molt a Ferber, que va elogiar Goldwyn "pel coratge, la sagacitat i el poder de decisió" que va demostrar en "tirar fora" la pel·lícula acabada de Hawks i emprendre la gegantina tasca de fer el que suposava una nova pel·lícula."
Les escenes exteriors es van filmar al llarg del riu North Fork Clearwater a Idaho.
La banda sonora inclou "Aura Lea" de George R. Poulton i W. W. Fosdick i "The Bird on Nellie's Hat" d'Alfred Solman i Arthur J. Lamb.

## Adaptacions
Edward Arnold i Walter Brennan van repetir els seus respectius papers de Barney Glasgow i Swan Bostrom en dues adaptacions radiofòniques de la novel·la de Ferber. La primera es va emetre com a producció d'una hora al Lux Radio Theatre el 15 de novembre de 1937, i la segona va ser una versió de mitja hora emesa per The Screen Guild Theatre el 15 de març de 1942.

## Recepció crítica
Frank S. Nugent de The New York Times va sentir comprimida la saga de Ferber que abasta cinquanta anys en la història d'una sola generació "va detenir l'escombrat panoràmic de la història, convertint-la a partir d'un mural de l'escena nord-americana en un retrat d'un home de tons vius. Però la transformació és fàcilment excusable, perquè Barney era el cor de la novel·la i vam sentir que havia deixat de bategar quan va morir". Va afegir: "Tot i que no hi ha res de nou en el tema, s'ha expressat de manera senzilla i poderosa amb una sèrie d'actuacions admirables, i s'ha interpretat amb un fons interessant. Hi ha diverses escenes extraordinàriament gràfiques d'operacions de llenyataires, l'atmosfera de finals dels anys vuitanta i principis dels noranta s'ha reproduït magníficament en els escenaris i el vestuari i... no deixa de recompensar la vostra atenció. No hi ha res d'estàtica, gràcies a Howard Hawks i William Wyler, els directors, a la fotografia de Gregg Toland, i al treball d'un repartiment uniformement fi". Va concloure: "No trobareu Rivals una obra de Ferber, però s'ha conservat prou d'ella i s'ha afegit prou bo Goldwyn per convertir-la en una pel·lícula realment satisfactòria."
El Channel 4 britànic va observar: "És un Hawks menor, és clar, i l'acció tendeix a retardar-se de vegades, però les bones actuacions de Farmer, Brennan i McCrea són les que ho fan."

## Premis i honors
Per la seva actuació, Walter Brennan es va convertir en el primer destinatari de l'Oscar al millor actor secundari. Edward Curtiss va ser nominat a l'Oscar al millor muntatge, però va perdre davant Ralph Dawson per Anthony Adverse.
La pel·lícula és rebuda per American Film Institute en aquestes llistes:
- 2002: AFI's 100 Years...100 Passions – Nominada[16]